# Metzgeria pubescens
Metzgeria pubescens là một loài Rêu trong họ Metzgeriaceae. Loài này được (Schrank) Raddi mô tả khoa học đầu tiên năm 1818.